# جبل دنيمان
جبل دنيمان، هو جبل في مقاطعة سوليفان ، نيويورك. تقع شمال جراهامزفيل. يقع جبل ورق السكر بين الشرق والجنوب الشرقي، ويقع التل الازرق من الغرب إلى الشمال الغربي من جبل دنيمان. إنها أعلى قمة في جزء مقاطعة سوليفان من جبال كاتسكيل.